# Nokia Lumia 1020

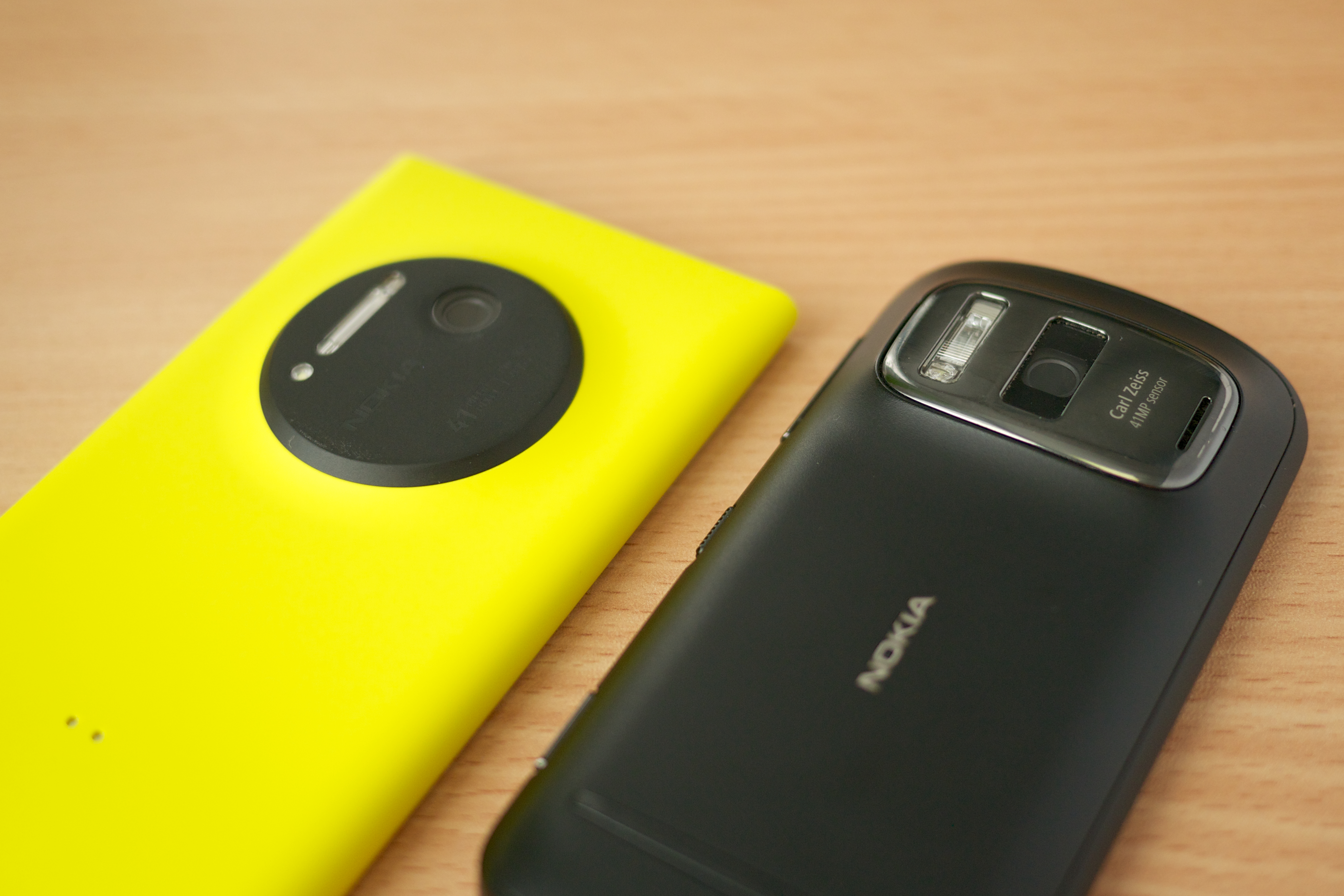
Porównanie Lumii 1020 z poprzednikiem 808 PureView

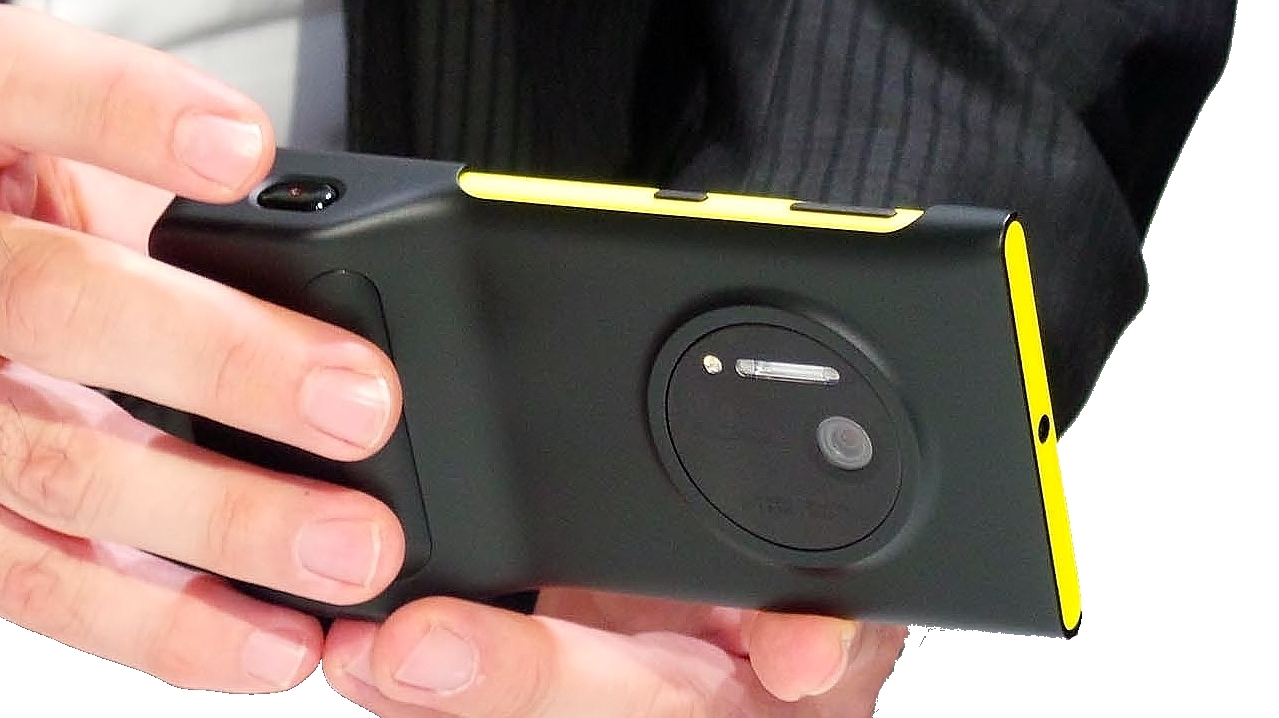
Grip fotograficzny Nokia PD-95G posiadający dodatkowe zasilanie i spust aparatu

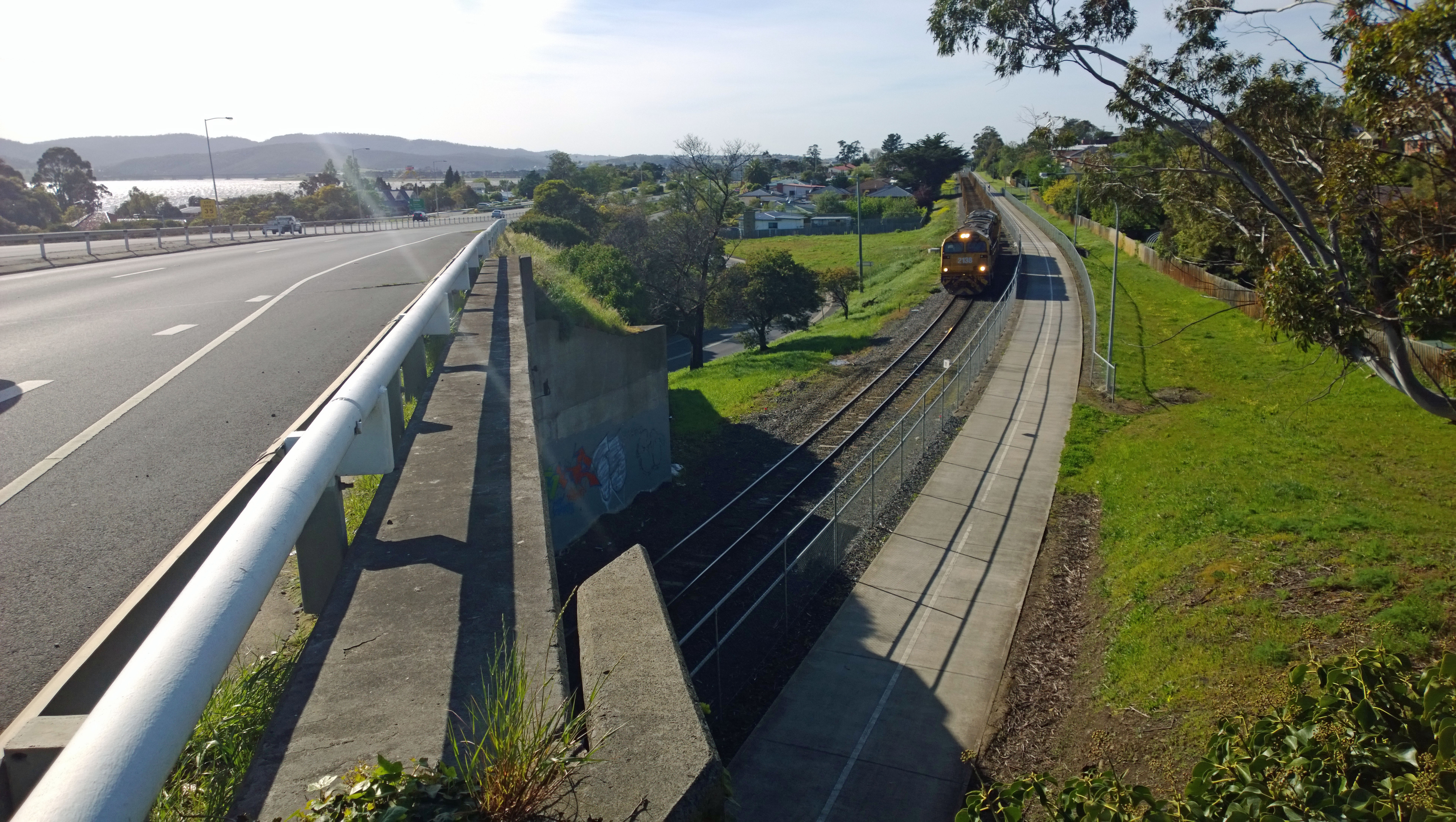
Zdjęcie wykonane smartfonem Lumia 1020 (rozdz.: 7712×4352 px, ISO: 100, wartość przysłony: f/2,2, czas ekspozycji: 3/6250 s)

Nokia Lumia 1020 (wewnętrznie znany jako Nokia EOS i Nokia 909) – smartfon z systemem operacyjnym Windows Phone w wersji 8.0 (po aktualizacji 8.1), opracowany przez firmę Nokia. Po raz pierwszy zaprezentowany 11 lipca 2013 roku w Nowym Jorku. Urządzenie należy do wyższej klasy tzw. high-endów. Zostało wyposażone w łączność 4G LTE i wykorzystuje technologię PureView (jak jego poprzednik – 808), poprawiającą jakość wykonywanych zdjęć. Jest jednym z najbardziej zaawansowanych fotograficznie smartfonów na rynku. Cyfrowy aparat posiada 41-megapikselową matrycę BSI CMOS o przekątnej 1/1,5" oraz takie funkcje jak pixel oversampling (nadpróbkowanie pikseli) – łączenie wielu sąsiadujących pikseli w jeden "superpiksel", czy też bezstratny trzykrotny zoom cyfrowy w rozdzielczości 5 Mpx.

## Historia i dostępność
Pierwsze doniesienia o przygotowywaniu przez firmę Nokia następcy smartfona 808 PureView pojawiły się w 2012 roku. 
Poprzednik Lumii 1020, oparty na porzuconym przez fińskiego producenta systemie operacyjnym Symbian Belle, wyróżniał się na tle konkurencji wysokiej klasy, jak na smartfony, aparatem fotograficznym. Już w czasie wprowadzania go na rynek – w lutym 2012 roku – zastanawiano się, dlaczego Nokia nie stworzyła takiego produktu, ale z systemem operacyjnym Windows Phone, na który przecież postawiła kosztem Symbiana.
Oczekiwania pojawienia się odpowiednika modelu 808 PureView, opartego na bardziej nowoczesnej platformie, spełniły się ponad rok później – 11 lipca 2013 – kiedy to zaprezentowano Nokię Lumię 1020. Nowy sztandarowy model fińskiego koncernu, łączący zalety wspomnianego wcześniej modelu i topowej Lumii 920, zadebiutował podczas konferencji "Zoom. Reinvented" firmy Nokia w Nowym Jorku. Tego dnia nowy smartfon z serii Nokia Lumia przedstawił Stephen Elop, prezes Nokii.

To nowy rozdział w historii fotografii wykonywanej za pomocą smartfona. Chcemy pomóc użytkownikom w przejściu od robienia zdjęć do uwieczniania wyjątkowych momentów z życia i dzielenia się nimi. Nokia Lumia 1020 nada zdjęciom nowe znaczenie i umocni firmę Nokia na pozycji lidera w dziedzinie fotografii i wideo.

Publiczna dostępność telefonu została zainaugurowana 26 lipca 2013 w Stanach Zjednoczonych. Można było go nabyć w sieci AT&T za 299 dolarów podpisując dwuletnią umowę. W następnej kolejności urządzenie trafiło do Chin i Europy. Sprzedaż smartfona w Polsce ruszyła 19 września 2013 w niezależnej dystrybucji. Jego początkową cenę ustalono na poziomie 2899 zł.
| Dostępność urządzenia w wybranych krajach | Dostępność urządzenia w wybranych krajach | Dostępność urządzenia w wybranych krajach | Dostępność urządzenia w wybranych krajach |
| Kraj                                      | Data                                      | Kraj                                      | Data                                      |
| ----------------------------------------- | ----------------------------------------- | ----------------------------------------- | ----------------------------------------- |
| Stany Zjednoczone                         | od 26.07.2013                             | Niemcy                                    | od września 2013                          |
| Chiny                                     | od 15.08.2013                             | Francja                                   | od 02.10.2013                             |
| Włochy                                    | od 10.09.2013                             | Kanada                                    | od 03.10.2013                             |
| Australia                                 | od 17.09.2013                             | Dania                                     | od 10.10.2013                             |
| Polska                                    | od 19.09.2013                             | Norwegia                                  | od 10.10.2013                             |
| Wielka Brytania                           | od 25.09.2013                             | Indie                                     | od 11.10.2013                             |
| Nowa Zelandia                             | od 26.09.2013                             | Rosja                                     | od 11.10.2013                             |
| Belgia                                    | od września 2013                          | Szwecja                                   | od 17.10.2013                             |

## Charakterystyka

### Wygląd i konstrukcja
Nokia Lumia 1020, podobnie do wcześniej produkowanych modeli 800, 900 i 920, nawiązuje stylistyką do urządzenia N9. Matową, niepodatną na zabrudzenia związane z odciskami palców i jednoczęściową obudowę (unibody) wykonano z wysokiej jakości tworzywa sztucznego – poliwęglanu. Dzięki temu konstrukcja smartfona charakteryzuje się znaczną sztywnością i sprawia solidne wrażenie. Jednobryłowa obudowa ma jednak wady, m.in. użytkownik nie ma dostępu do baterii. W wybranym kolorze wykonany jest cały materiał, dzięki czemu ewentualne rysy są mniej widoczne (w większości smartfonów stosuje się tylko cienką, wierzchnią warstwę farby). Tył jest jednolitą, płaską powierzchnią z okrągłą wypustką osłaniającą aparat i dwoma metalowymi stykami, służącymi do komunikacji z dodatkową nakładką CC-3066, umożliwiającą bezprzewodowe ładowanie w standardzie Qi (np. za pomocą ładowarki DT-900). Na prawym boku urządzenia ulokowano cztery standardowe przyciski – do sterowania głośnością, blokady ekranu i dwustopniowego wyzwolenia migawki aparatu. Na dolnej krawędzi znajduje się port microUSB do ładowania baterii i wymiany danych, głośnik i mikrofon za ochronną kratką oraz uchwyt do smyczy. Na górnej natomiast szufladka na kartę microSIM, gniazdo słuchawkowe (mini-jack, 3.5 mm) i dodatkowy mikrofon do układu redukcji szumów. Całość jest nieco szersza od Lumii 920, ale też około 30 g lżejsza. Wynika to z braku cewki do bezprzewodowego ładowania. Smartfon jest dostępny w 3 kolorach – białym, żółtym i czarnym.
| Dostępne kolory |
|                 |

### Aparat
Ze względu na wielkość układu optycznego, telefon ma charakterystyczne wybrzuszenie na tylnej części odbudowy. W tym miejscu smartfon ma grubość 14,5 mm, czyli 4,1 mm więcej niż reszta telefonu. Ukryty tam sensor BSI CMOS ma wielkość 1/1,5 cala (2/3) i bardzo wysoką rozdzielczość – 41,3 Mpx. Jednakże zdjęcia można rejestrować maksymalnie w jakości 38 Mpx w formacie 4:3 i 34 Mpx w 16:9. Obiektyw ma jasność f/2,2. Smartfon został wyposażony w wiele zaawansowanych rozwiązań technicznych, z których jedną z najważniejszych jest PureView. Umożliwia ona m.in. bezstratny zoom cyfrowy – zdjęcia w określonej rozdzielczości nie tracą na szczegółowości przy 3-krotnym przybliżeniu (w przypadku wideo do 4x w rozdzielczości FullHD i do 6x w rozdzielczości HD), czy też pixel oversampling (nadpróbkowanie pikseli) – redukcję zdjęcia w rozdzielczości 38 Mpx do 5 Mpx poprzez łączenie informacji z sąsiadujących pikseli w jeden "superpiksel". Daje to naturalne kolory, lepszą ostrość i niski poziom „szumu” na zdjęciu wyjściowym. Urządzenie pozwala regulować balans bieli, światłoczułość ISO (w zakresie 100–4000 ASA), zmieniać czas naświetlania (od 1/2000s do 4s) czy ręcznie ustawiać ostrość (minimalny dystans ogniskowania wynosi 15 cm). Przy nagrywaniu wideo można wybrać częstotliwość, z jaką statyczne obrazy pojawiają się na ekranie (24, 25 lub 30 klatek na sekundę).
Moduł aparatu składa się z ponad 100 elementów. Oprócz matrycy zmieścił się tu m.in. system optycznej stabilizacji obrazu drugiej generacji, dzięki któremu drżenie i szarpanie obrazu w końcowych plikach jest odczuwalnie mniejsze (obok żyroskopu zamontowano łożyska kulkowe i mikro-silniczki, które mają za zadanie kompensować ruchy ręki), 6 ruchomych soczewek firmowanych przez Carl Zeiss (5 z tworzywa sztucznego i jedna z precyzyjnie szlifowanego szkła), dwie lampy błyskowe (Xenon Flash i LED. Dioda LED, w połączeniu z odpowiednią aplikacją, może też pełnić funkcję latarki).

### Ekran
Lumia 1020 ma pojemnościowy 4,5-calowy ekran dotykowy (Multi-Touch) AMOLED WXGA o rozdzielczości 1280×768 pikseli, co przekłada się na duże ich zagęszczenie – 334 ppi. Wykonany on został w technologii PureMotion, zwiększającej częstotliwość odświeżania panelu, co poprawia płynność wyświetlanych materiałów wideo. Według Nokii model 1020 jest zdolny do wyświetlania 16,7 mln kolorów (24 bity). Cechuje się żywymi i nasyconymi kolorami oraz głęboką czernią. Dodatkowo dostępny jest specjalny zestaw ustawień, który pozwala na zmianę nasycenia kolorów oraz ich „ocieplenie” lub „oziębienie”. Panel dotykowy wykazuje się wysoką czułością. Dzięki zastosowanej technologii Super Sensitive Touch można go obsługiwać w rękawiczkach oraz korzystać z kluczy czy długopisu jak z rysika.
Zaletą zastosowanego ekranu jest wysoki poziom jasności, który sięga 600 nitów (najwięcej z OLED-owych ekranów w smartfonach). Sprawia to, że widoczność panelu w słońcu jest bardzo dobra. Pomaga w tym także filtr polaryzacyjny ClearBlack, która zmniejsza liczbę refleksów. Ekran pokryto odpornym na zarysowania szkłem Corning Gorilla Glass 3.

### Podzespoły
Telefon napędza procesor Qualcomm Snapdragon S4 Pro – 2 rdzenie Krait o taktowaniu 1,5 GHz (procesor graficzny Qualcomm Adreno 225). Wspomaga go 2 GB pamięci RAM, a na zapisywanie danych przeznaczono 32 lub 64 GB pamięci masowej NAND i 15 GB w darmowej usłudze OneDrive (do stycznia 2014 SkyDrive). Bateria użyta w Lumii 1020 (litowo-jonowa) ma pojemność 2000 mAh (napięcie: 3.8 V), co pozwala osiągnąć czas rozmów 2G do 1146 minut oraz 3G do 820 minut (Nokia oferuje dodatkowe akcesoria z zewnętrznymi bateriami, które zwiększają czas pracy urządzenia).
Ponadto w smartfonie znalazły się: moduł LTE kat. 3 z szybkością pobierania do 100 Mb/s i wysyłania do 50 Mb/s, dwuzakresowe (channel bonding) Wi-Fi WLAN IEEE w standardach a/b/g/n, Bluetooth 4.0 LE z A2DP, NFC wykorzystywane m.in. do szybkiego parowania kompatybilnych akcesoriów oraz różnego rodzaju czujniki (czujnik zbliżeniowy, czujnik światła otoczenia, akcelerometr, barometr, żyroskop, magnetometr).

### Akcesoria
Razem z telefonem użytkownik otrzymuje ładowarkę, kabel USB, zestaw słuchawkowy oraz narzędzie do wysuwania tacki na kartę SIM. Ponadto do smartfona oferowane są inne akcesoria, które można zakupić osobno. Specjalny grip fotograficzny (Nokia PD-95G), czyli dodatkowy uchwyt, w którym można umieścić telefon, posiada wbudowany akumulator doładowujący 1020 mAh (wraz z diodowym wskaźnikiem naładowania), dwustopniowy klawisz aparatu, standardowy gwint pozwalający przymocować go do statywu, głośnik oraz mikrofon. Dzięki niemu fotografowanie jest bardziej ergonomiczne, a telefon łatwiej utrzymać w ręce. Do Lumii 1020 można również dokupić dodatkową obudowę umożliwiającą ładowanie przez indukcję w standardzie Qi (Nokia CC-3066), ładowarkę bezprzewodową (Nokia DT-910) czy głośnik NFC JBL PowerUp (Nokia MD-100W) z bezprzewodowym łączeniem i ładowaniem telefonu.

## Oprogramowanie

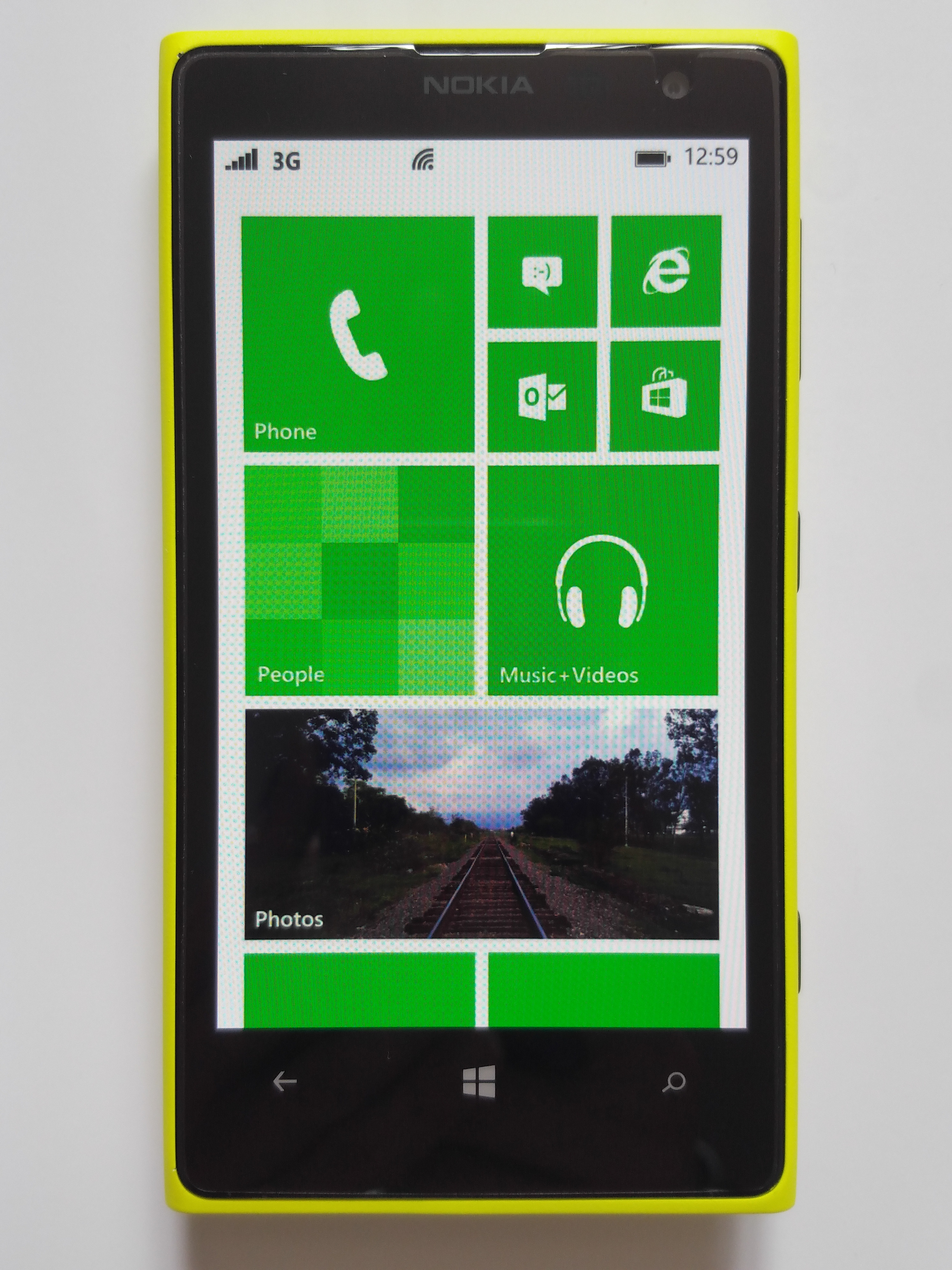
Nokia Lumia 1020

Jak każda Lumia, model o numerze 1020 wyposażony został w system operacyjny Windows Phone (wersje nr 8.0 i 8.1). Jego płynność działania i ogólna wydajność jest na wysokim poziomie. System natychmiastowo reaguje na komendy, a całość sprawia przyjemne wrażenie obcowania z dopracowanym, przemyślanym i konsekwentnym oprogramowaniem.
Interfejs użytkownika Modern UI przypomina ten znany z Zune HD. Ekran główny stanowią "kafelki" (ang. "tiles") – są to odnośniki do aplikacji, hubów, stron internetowych, plików multimedialnych, kontaktów, lub panele wyświetlające informacje systemowe. Użytkownik może dodawać, przesuwać i kasować elementy według własnego pomysłu. Zawartość kafelków jest aktualizowana w czasie rzeczywistym (np. liczba nieprzeczytanych wiadomości, prognoza pogody, najbliższe zaplanowane spotkania).
Za przeglądanie internetu w telefonie odpowiada Internet Explorer Mobile (wersja nr 10.0). Użytkownicy mogą zapisywać listę swoich ulubionych serwisów internetowych. Bezpośredni link do danej strony można też zamieścić w formie kafelka na ekranie głównym. Przeglądarka obsługuje gesty Multi-Touch.
Oprócz podstawowych aplikacji Microsoftu urządzenie wzbogacono o autorskie dodatki producenta, np. Nokia Muzyka, Nokia City Lens czy Mix Radio. Ta ostatnia, poza standardową funkcją odtwarzacza muzycznego, oferuje nieodpłatny dostęp do kilkunastu stacji radiowych, podzielonych według gatunku. Repertuar każdej z nich można pobrać na urządzenie, by nie narażać się na koszt przesłania danych w sieci komórkowej. Tak jak każdy telefon z Windows Phone 8, model 1020 wyposażono w aplikację HERE (wcześniej Nokia Maps), która służy jako nawigacja. Udostępniona bezpłatnie Here Drive+ pozwala na zapisanie w pamięci telefonu map dowolnego z listy 95 krajów i późniejszą nawigację głosową krok-po-kroku, także w trybie off-line (w tańszych Lumiach taki pakiet był dodatkowo płatny). W pamięci urządzenia zapisano też odpowiednik Google Maps, czyli aplikację Here Maps. Program pozwala odnaleźć ciekawe obiekty w okolicy. Lumia 1020 otrzymała również w pełni funkcjonalny pakiet aplikacji biurowych Microsoft Office (Word, Excel, OneNote, PowerPoint), który pozwala na podglądanie i edytowanie dokumentów.
Po aktualizacji systemu o nazwie Amber w sierpniu 2013 (będącej połączeniem poprawek Nokii i poprawek systemowych Microsoftu GDR2) zostało aktywowane radio FM, poszerzono funkcjonalność Bluetootha oraz dodano wygaszacz ekranu Glance Screen, na którym wyświetlana jest godzina. W tym celu podświetlane są tylko te piksele, które wyświetlają czas. Wpływa to korzystnie na żywotność baterii. Pojawiła się także aplikacja Data Sense, pozwalająca monitorować i ewentualnie automatyczne blokować transfer danych w sieci komórkowej i Wi-Fi, Nokia Smart Camera, wykorzystująca serię zdjęć do wyboru najlepszych ujęć, a także do łączenia kilku fotografii w "scenariusz" ukazujący ruch oraz Nokia Pro Camera do manualnej regulacji każdego parametru ekspozycji (m.in. balans bieli, czas migawki, czułość ISO, manualna regulacja ostrości). Interfejs tego ostatniego oprogramowania przypomina ten z Samsunga Galaxy Camera – parametry fotografowania wybierane są za pomocą obrotowych pierścieni. Jednak w przeciwieństwie do aparatu Samsunga, tutaj pierścienie ustawień są przeźroczyste, można je wyświetlać wszystkie lub pojedynczo dla danej opcji, a na dodatek aparat podpowiada, jakie parametry dobiera podczas fotografowania.
W styczniu 2014 udostępniono aktualizację Lumia Black (GDR3). Wprowadziła ona wiele zmian i nowości, m.in. Nokia Camera – zaawansowana aplikacja do robienia zdjęć, Nokia Refocus – aplikacja umożliwiająca zmianę punktu ostrości w zdjęciu po uchwyceniu kadru, Nokia Storyteller – geotagowanie wykonanych zdjęć, Nokia Beamer – udostępnianie ekranu Lumii poprzez sieć wykorzystując HTML 5, Bluetooth 4.0 LE – wsparcie dla nowej technologii bezprzewodowej komunikacji. Ponadto nowe oprogramowanie umożliwia grupowanie ikon na ekranie startowym w foldery oraz wprowadza rozszerzony ekran blokady.

## Warianty urządzenia
| Model                               | RM-875                                                        | RM-876                                                           | RM-877                                                   |
| ----------------------------------- | ------------------------------------------------------------- | ---------------------------------------------------------------- | -------------------------------------------------------- |
| Obszar                              | wariant globalny                                              | Chiny                                                            | Stany Zjednoczone                                        |
| Sieć 2–2.5G                         | GSM/EDGE (850/900/1800/1900 MHz)                              | GSM/EDGE (850/900/1800/1900 MHz)                                 | GSM/EDGE (850/900/1800/1900 MHz)                         |
| Sieć 3G                             | WCDMA HSPA+, pasma: 1, 2, 5/6, 8 (850/900/1900/2100 MHz)      | WCDMA HSPA+, pasma: 1, 2, 4, 5/6, 8 (850/900/1700/1900/2100 MHz) | WCDMA HSPA+, pasma: 1, 2, 5/6, 8 (850/900/1900/2100 MHz) |
| Sieć 4G                             | LTE kat.3, pasma: 1, 3, 7, 8, 20 (2100/1800/2600/900/800 MHz) | –                                                                | LTE kat.3, pasma: 2, 4, 5, 17 (1900/1700/850/700 MHz)    |
| Maks. szybkość pobierania/wysyłania | LTE kat.3: 100/50 Mb/s HSPA+DC: 42,1/5,76 Mb/s                | HSPA+: 42,1/5,76 Mb/s                                            | LTE kat.3: 100/50 Mb/s HSPA+DC: 42,1/5,76 Mb/s           |

## Wydajność
Lumia 1020 została oparta na układzie Qualcomm Snapdragon S4. Dwurdzeniowy procesor jest w zupełności wystarczający na potrzeby systemu Windows Phone. Tak jak w przypadku Lumii 920 nawet wymagające aplikacje uruchamiają się sprawnie i znacznie szybciej niż na tanich Windows Phone’ach. Według recenzentów smartfon radzi sobie bez trudu z trójwymiarową grafiką i ze skomplikowanymi zadaniami. Nie trzeba martwić się brakiem kompatybilności z wymagającymi tytułami, a ich obsługa jest bezproblemowa. Urządzenie nie przycina się i nie laguje. Jego wydajność jest w zupełności wystarczająca do uruchomienia najważniejszych gier przeznaczonych dla systemu Windows Phone.
| Testy przeglądarkowe (sprawdzające wydajność urządzenia pod kątem przeglądania zasobów sieci) | Testy przeglądarkowe (sprawdzające wydajność urządzenia pod kątem przeglądania zasobów sieci) |
| --------------------------------------------------------------------------------------------- | --------------------------------------------------------------------------------------------- |
| Benchmark Peacekeeper (im więcej, tym lepiej)                                                 | 333 pkt.                                                                                      |
| Benchmark SunSpider 1.0 (im mniej, tym lepiej)                                                | 918,5 ms.                                                                                     |
| Benchmark Kraken 1.1 (im mniej, tym lepiej)                                                   | 46032,6 ms.                                                                                   |

## Recenzje i testy
Do zalet recenzenci zaliczają wysoką jakość wykonania telefonu, wytrzymałą i poręczną konstrukcję, szkło chroniące ekran (Gorilla Glass 3) odporne na zarysowania, ponadprzeciętną jakość zdjęć i filmów, wykraczającą poza możliwości smartfonowych konkurentów, bezstratny cyfrowy zoom, optyczną stabilizację obrazu, ksenonową lampę błyskową, wydajny, stabilny interfejs, bardzo dobrą jakość wyświetlanego obrazu (wyświetlacz AMOLED), precyzyjne działanie dotyku (także podczas obsługi w cienkich rękawiczkach), dobrą jakość dźwięku i wykonywanych połączeń głosowych, darmowy pakiet nawigacji satelitarnej (działającej offline) oraz pakiet aplikacji biurowych Office, prawidłowe działanie wbudowanej karty Wi-Fi, modułu Bluetooth i odbiornika GPS/GLONASS oraz bogaty zestaw opcjonalnych akcesoriów.
Wady to zbyt mała pojemność akumulatora (2000 mAh), co jest odczuwalne zwłaszcza przy intensywnym fotografowaniu, brak dostępu do niego przez użytkownika,  brak złącza kart pamięci microSD, brak standardowej obsługi bezprzewodowego ładowania baterii, którą posiada np. Lumia 920 (trzeba dokupić dodatkową obudowę), niższa rozdzielczość ekranu niż np. w Lumii 1520 (1280×768 zamiast 1920×1080), zbyt wiele aplikacji do obsługi aparatu, długi czas zapisu zdjęć i obudowa aparatu fotograficznego wystająca poza bryłę telefonu.